# Tanguingui (Cebu)
Tanguingui, englisch Tanguingui Island, ist eine kleine philippinische Insel in der Visayas-See, etwa 38 km nordwestlich der Insel Cebu und 44 km südwestlich der Insel Masbate.

## Verwaltung
Die isoliert liegende Tanguingui-Insel gehört zur Gemeinde Daanbantayan (Municipality of Daanbantayan) im Norden der philippinischen Provinz Cebu.